# Jvan, Murovani Kurîlivți
Jvan (în ucraineană Жван) este localitatea de reședință a comunei Jvan din raionul Murovani Kurîlivți, regiunea Vinnița, Ucraina.

## Demografie
Componența lingvistică a localității Jvan
     Ucraineană (99,33%)
     Alte limbi (0,67%)
Conform recensământului din 2001, majoritatea populației localității Jvan era vorbitoare de ucraineană (99,33%), existând în minoritate și vorbitori de alte limbi.